# 东北福祉大前站
东北福祉大前站（日语：／ Tōhokufukushidaimae eki */?）位于仙台市青叶区国见一丁目，是东日本旅客铁道（JR東日本）管辖的鐵路車站。

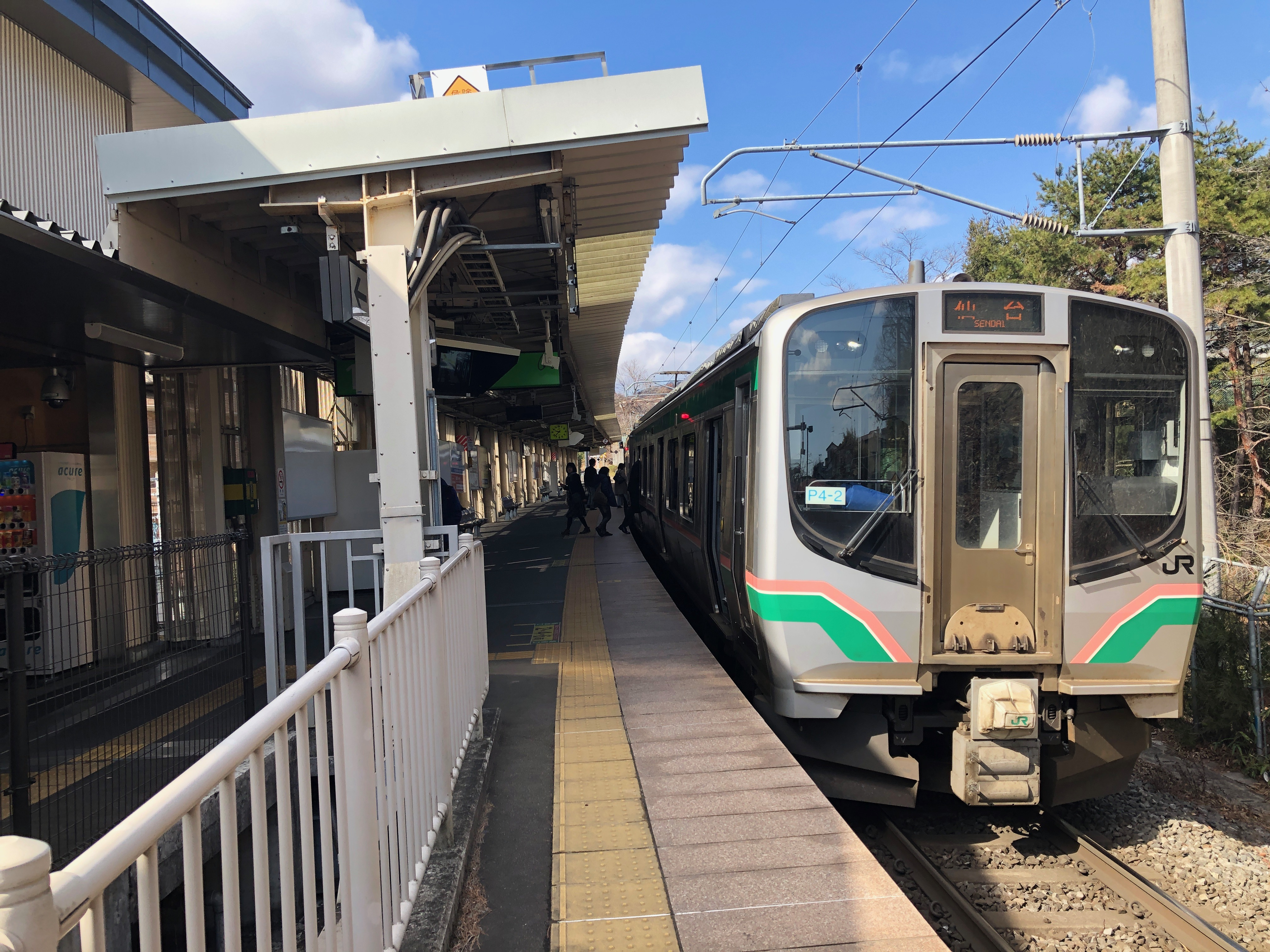
S形站台（2019年3月15日）

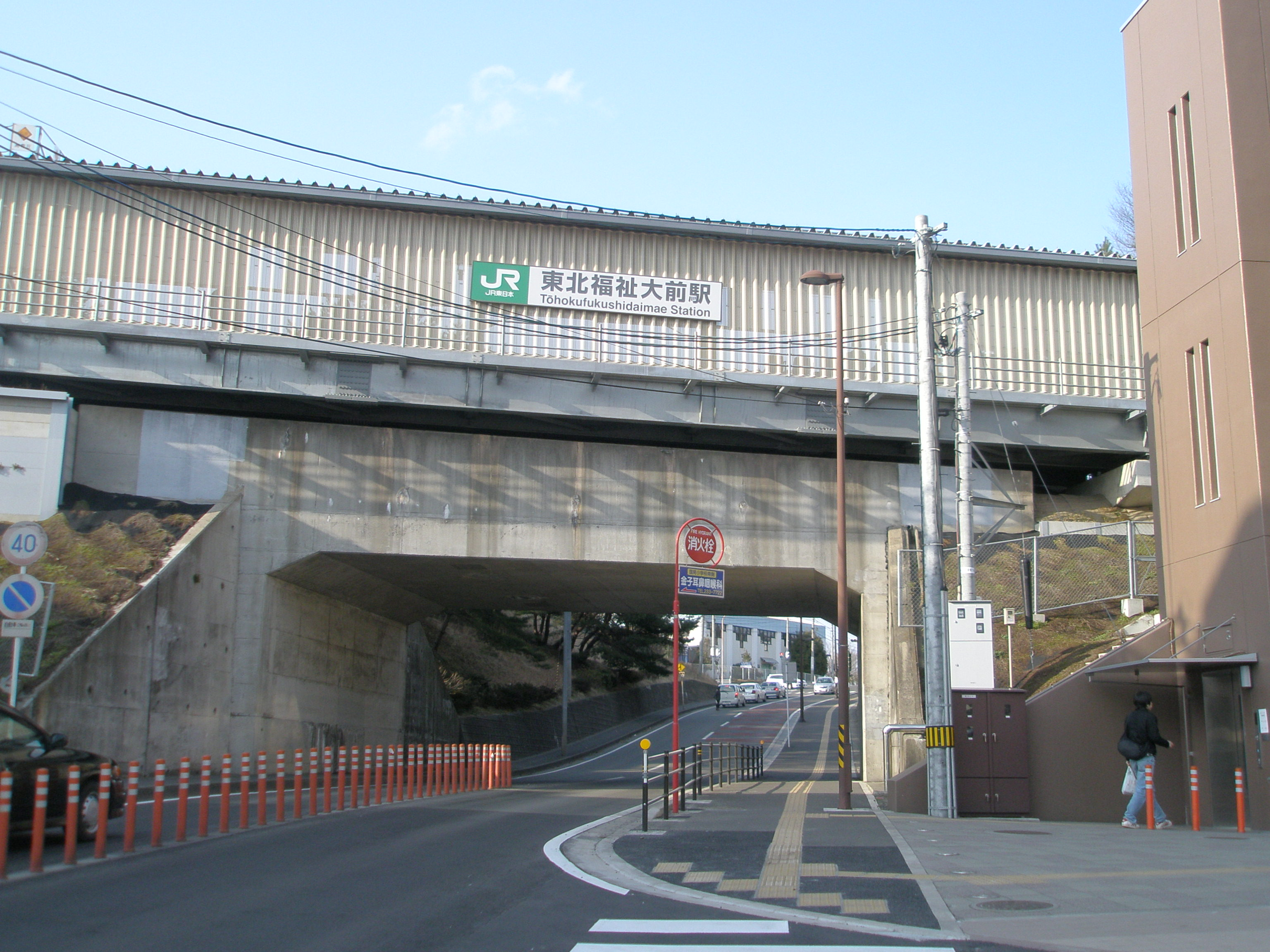
由于地势原因，看起来像高架车站。

## 历史
- 2005年
  - 9月：东北福祉大学向JR東日本提出设置新站。
  - 10月：雙方签署新站设置谅解备忘录。
  - 11月：正式签署协定。
- 2006年3月：新站建设动工。
- 2007年
  - 3月18日：新站开业。东北福祉大学毕业生、职业棒球球员佐佐木主浩担任当天“一日站长”，并参加开业剪彩仪式。当天上下行共92趟列车停靠。
  - 5月19日：邻接的东北福祉大学建筑内设置“铁道交流站”，起初展示内容主要为仙山线历史。
- 2017年：车站英文名从音譯「Tōhokufukushidaimae」修改为意譯「Tohoku Fukushi University」。

## 车站结构
1台1线的地面车站，可停靠8节编组列车。
仙台地区中心管理、JR东北综合服务受托的业务委托站。设有绿色窗口（营业时间6:40 - 21:00）。站内安装自动闸机和自动售票机。
JR特定都区市内制度下，“仙台市内”站。

## 使用情况
JR東日本2017年度1日平均乘车人数3,514人。
| 乘车人数变化 | 乘车人数变化     | 乘车人数变化  |
| 年度         | 1日平均 乘车人数 | 参考          |
| ------------ | ---------------- | ------------- |
| 2006年       | 1,083            | [ 客流量 2 ]  |
| 2007年       | 1,957            | [ 客流量 3 ]  |
| 2008年       | 2,369            | [ 客流量 4 ]  |
| 2009年       | 2,628            | [ 客流量 5 ]  |
| 2010年       | 2,760            | [ 客流量 6 ]  |
| 2011年       | 2,684            | [ 客流量 7 ]  |
| 2012年       | 2,889            | [ 客流量 8 ]  |
| 2013年       | 3,149            | [ 客流量 9 ]  |
| 2014年       | 3,121            | [ 客流量 10 ] |
| 2015年       | 3,261            | [ 客流量 11 ] |
| 2016年       | 3,433            | [ 客流量 12 ] |
| 2017年       | 3,514            | [ 客流量 1 ]  |

## 相邻车站
東日本旅客铁道（JR東日本）
□快速（部分列车通过）、■普通
北山－东北福祉大前－国见